# Level-5
K.K. Level-5 (jap. 株式会社レベルファイブ, Kabushiki kaisha Reberu Faibu, engl. Level-5 Inc.) ist ein unabhängiger Spieleentwickler und Publisher aus Fukuoka, Japan.

## Geschichte
Das Unternehmen mit 150 Mitarbeitern wurde im Oktober 1998 von Akihiro Hino gegründet, nachdem er den Spieleentwickler Riverhillsoft verlassen hatte, und wurde vor allem durch Dark Cloud, Dark Chronicle und Dragon Quest: Die Reise des verwunschenen Königs sowie durch die Professor-Layton-Reihe bekannt.
Seit 2011 hat Level-5 auch eine Niederlassung in Santa Monica, USA. Das Team kümmert sich um die Lokalisierung und den Vertrieb von Level-5 Spielen in Nordamerika, entwickelt aber auch selbst Videospiele. In Europa hingegen hat Level-5 bis heute keine eigene Niederlassung, weshalb hierzulande Level-5 Spiele durch dritte Firmen vertrieben werden. Dabei ist Level-5 an keinen Publisher gebunden. Während White Knight Chronicles über Sony erschienen ist, wurden zuletzt viele Spiele durch Nintendo veröffentlicht. Ni no Kuni: Der Fluch der Weißen Königin hingegen erscheint über Namco Bandai.
Im Juni 2011 gab das Unternehmen bekannt, dass der durch Spiele wie Vagrant Story und Tactics Ogre bekannte Videospieldesigner Yasumi Matsuno ab sofort für Level-5 arbeiten würde. Im Laufe seiner Tätigkeit entwickelte er Crimson Shroud, das als Teil der Spielesammlung Guild 01 für den Nintendo 3DS erschien. Nach nur einem Projekt gab Yasumi Matsuno aber schon im November 2012 bekannt, dass er Level-5 aus persönlichen Gründen wieder verlassen würde.
Derzeit entwickelt Level-5 drei Videospiele. Yo-kai Watch ist von Beginn an als so genanntes Multi-Franchise geplant. Neben einem Videospiel für den Nintendo 3DS sind auch ein Anime und ein Manga geplant.  Bereits im Mai 2012 wurde zudem Guild 02 angekündigt, der zweite Teil einer Art Spielesammlung. Dabei vereint Level-5 bekannte Entwickler von Drittfirmen, die jeweils kleinere Spiele entwickeln. Bei Guild 02 sind diese Entwickler Keiji Inafune, Kazu Ayabe und das Duo Takemaru Abiko und Kazuya Asano.

## Spiele
Alle Veröffentlichungstermine beziehen sich auf Europa.

### Playstation 2

#### Dark-Cloud-Serie
- Dark Cloud (21. September 2001)
- Dark Chronicle (Dark Cloud 2) (10. September 2003)

#### Andere Spiele
- Dragon Quest: Die Reise des verwunschenen Königs (13. April 2006)
- Rogue Galaxy (5. September 2007)
- Rogue Galaxy: Director’s Cut (ohne Veröffentlichung in Europa)

### PlayStation 3

#### White-Knight-Chronicles-Serie
- White Knight Chronicles (5. März 2010)
- White Knight Chronicles EX Edition (ohne Veröffentlichung in Europa)
- White Knight Chronicles 2 (13. September 2011)

#### Andere Spiele
- Ni no Kuni: Der Fluch der Weißen Königin (1. Februar 2013[6])

### PlayStation Portable
- Jeanne d'Arc
- Danbōru Senki (ohne Veröffentlichung in Europa)
- Danbōru Senki Boost (ohne Veröffentlichung in Europa)
- Danbōru Senki W (ohne Veröffentlichung in Europa)
- Time Travelers (ohne Veröffentlichung in Europa)
- Mobile Suit Gundam AGE: Cosmic Drive (ohne Veröffentlichung in Europa)
- Mobile Suit Gundam AGE: Universe Accel (ohne Veröffentlichung in Europa)
- White Knight Chronicles: Origins (10. Juni 2011)

### PlayStation Vita
- Time Travelers (ohne Veröffentlichung in Europa)
- Danbōru Senki W (ohne Veröffentlichung in Europa)

### Nintendo DS

#### Professor-Layton-Serie
- Professor Layton und das geheimnisvolle Dorf (7. November 2008)
- Professor Layton und die Schatulle der Pandora (25. September 2009)
- Professor Layton und die verlorene Zukunft (22. Oktober 2010)
- Professor Layton und der Ruf des Phantoms (25. November 2011)

#### Inazuma-Eleven-Serie
- Inazuma Eleven (29. Januar 2011)
- Inazuma Eleven 2: Eissturm (16. März 2012)
- Inazuma Eleven 2: Feuersturm (16. März 2012)

#### Atamania-Serie
- Sloan to McHale Nazo no Monogatari (ohne Veröffentlichung in Europa)
- Sloan to McHale Nazo no Monogatari 2 (ohne Veröffentlichung in Europa)
- Tago Akira no Atama no Taisō Dai-1-shū: Nazotoki Sekai Isshū Ryokō (ohne Veröffentlichung in Europa)
- Tago Akira no Atama no Taisō Dai-2-shū: Ginga Ōdan Nazotoki Adventure (ohne Veröffentlichung in Europa)
- Tago Akira no Atama no Taisō Dai-3-shū (ohne Veröffentlichung in Europa)
- Tago Akira no Atama no Taisō Dai-4-shū (ohne Veröffentlichung in Europa)

#### Andere Spiele
- Dragon Quest IX: Hüter des Himmels (23. Juli 2010)
- Ni no Kuni: Shikkoku no Madōshi (ohne Veröffentlichung in Europa)

### Nintendo 3DS

#### Professor-Layton-Serie
- Professor Layton und die Maske der Wunder (26. Oktober 2012)
- Professor Layton und das Vermächtnis von Aslant (8. November 2013)
- Professor Layton vs. Phoenix Wright: Ace Attorney (28. März 2014)
- Layton’s Mystery Journey: Katrielle und die Verschwörung der Millionäre (6. Oktober 2017)

#### Inazuma-Eleven-Serie
- Inazuma Eleven 3: Kettenblitz (27. September 2013)
- Inazuma Eleven 3: Explosion (27. September 2013)
- Inazuma Eleven 3: Team Oger greift an! (14. Februar 2014)
- Inazuma Eleven GO Licht (13. Juni 2014)
- Inazuma Eleven GO Schatten (13. Juni 2014)
- Inazuma Eleven GO 2: Chrono Stone Flammenwall
- Inazuma Eleven GO 2: Chrono Stone Donnerknall
- Inazuma Eleven 1, 2, 3!! Legend of Mamoru Endo (ohne Veröffentlichung in Europa)
- Inazuma Eleven Go 3: Galaxy (ohne Veröffentlichung in Europa)

#### Yo-Kai-Watch-Serie
- Yo-Kai Watch (2014)
- Yo-Kai Watch 2 Fleshy Souls (2015)
- Yo-Kai Watch 2 Bony Spirits (2015)
- Yo-Kai Watch 2 Psychic Specters (2015)
- Yo-Kai Watch Blasters Red Cat Team (2016)
- Yo-Kai Watch Blasters White Dog Squad (2016)
- Yo-Kai Watch Blasters Moon Rabbit Crew (2016)
- Yo-Kai Watch 3 Sushi (2016)
- Yo-Kai Watch 3 Tempura (2016)
- Yo-Kai Watch 3 Sukiyaki (2016)
- Yo-Kai Watch 4 (2019)
- Yo-kai Watch Jam Yo-kai Gakuen Y Wai-Wai Gakuen Seikatsu (2020)

#### Andere Spiele
- Girls RPG: Cinderellife (ohne Veröffentlichung in Europa)
- Guild 01 (4. Oktober 2012)
  - Liberation Maiden (解放少女, Kaihō Shōjo)
  - Aero Porter
  - Crimson Shroud
  - Rental Bukiya de Omasse
- Danbōru Senki Baku Boost (ohne Veröffentlichung in Europa)
- Time Travelers (ohne Veröffentlichung in Europa)
- Fantasy Life (26. September 2014)
- Guild 02 (16. Mai 2013)
  - Attack of the Friday Monsters! (怪獣が出る金曜日, Kaijū ga Deru Kinyōbi)
  - Bugs vs. Tanks (虫けら戦車, Mushikera Sensha)
  - Starship Damrey (宇宙船ダムレイ号, Uchūsen Damurei-gō)

### Nintendo Wii
- Inazuma Eleven Strikers (28. September 2012)
- Inazuma Eleven Strikers 2012 Xtreme (ohne Veröffentlichung in Europa)
- Inazuma Eleven GO Strikers 2013 (ohne Veröffentlichung in Europa)

### ROID
- Professor Layton and the Mansion of the Deathly Mirror (ohne Veröffentlichung in Europa)
- Paul Sloane and Des MacHale's Intriguing Tales (ohne Veröffentlichung in Europa)
- Caba-Jyo-P (ohne Veröffentlichung in Europa)
- Paul Sloane and Des MacHale's Intriguing Tales 2 (ohne Veröffentlichung in Europa)
- Yuuenchi wo Tsukurou Revolution (ohne Veröffentlichung in Europa)
- Treasure Island (ohne Veröffentlichung in Europa)
- Elf the Dragon (ohne Veröffentlichung in Europa)
- Inazuma Eleven Future (ohne Veröffentlichung in Europa)
- Professor Layton's London Life (ohne Veröffentlichung in Europa)
- Ni no Kuni Hotroit Stories (ohne Veröffentlichung in Europa)
- Inazuma Eleven Dash (ohne Veröffentlichung in Europa)
- Danboard Senki (ohne Veröffentlichung in Europa)

### Apple iOS
- Layton Brothers: Mystery Room (27. Juni 2013)
- Layton-kyōju to Seiki no Nana Kaitō
- Liberation Maiden (7. März 2013)
- Earth Devastating B-Rank Girlfriend Z: Great Space War
- Devil Station
- WonderFlick
- Yo-Kai Watch Wibble Wobble / Yo-Kai Watch Puni Puni
- Yo-Kai Watch Geraporhythm
- Yo-Kai Daijiten
- Yo-Kai Sangokushi Kunitori Warsu

### Android
- Layton-kyōju to Seiki no Nana Kaitō
- Earth Devastating B-Rank Girlfriend Z: Great Space War
- Devil Station
- WonderFlick
- Yo-Kai Watch Wibble Wobble / Yo-Kai Watch Puni Puni
- Yo-Kai Watch Geraporhythm
- Yo-Kai Daijiten
- Yo-Kai Sangokushi Kunitori Warsu

### Abgebrochene Projekte
- True Fantasy Live Online (Xbox)

Vermutlich ebenfalls abgebrochen ist die Entwicklung von Ushiro. Das rundenbasierte RPG für die PSP wurde 2008 angekündigt. Seitdem veröffentlichte Level-5 keine Neuigkeiten zum Spiel und inzwischen wurde auch die offizielle Website offline genommen. Außerdem wurden alle Links, die von der offiziellen Level-5 Website zur Ushiro-Website führten, entfernt. Level-5 hat die Entwicklung allerdings nie offiziell abgebrochen.